# Mỹ Quang
Mỹ Quang là một xã thuộc huyện Phù Mỹ, tỉnh Bình Định, Việt Nam.
Xã Mỹ Quang có diện tích 20,22 km², dân số năm 1999 là 7.225 người, mật độ dân số đạt 357 người/km².

## Hành chính
Xã Mỹ Quang được chia thành 7 thôn: Bình Trị, Tân An, Trung Thành 1, Trung Thành 2, Trung Thành 3, Trung Thành 4, Tường An.